# Doudou N’Diaye Rose

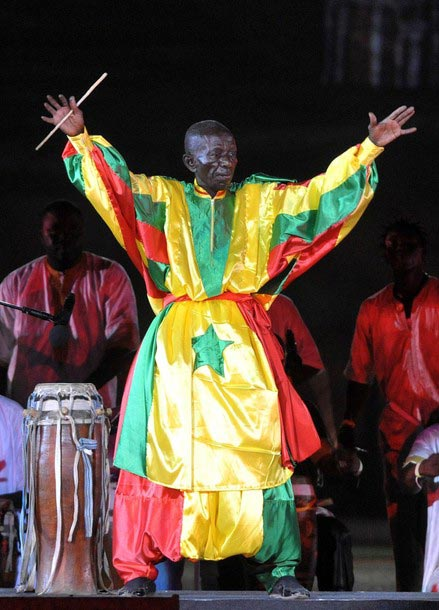
Doudou N’Diaye Rose (2014)

Doudou N’Diaye Rose (* 28. Juli 1930 in Dakar als Mamadou Ndiaye; † 19. August 2015 ebenda) war ein senegalesischer Perkussionist und Komponist, der als Meister der traditionellen Sabar gilt. Mit seinem Trommelensemble besuchte er wiederholt Europa, Japan und die USA und war auch an Cross-Over-Produktionen beteiligt.

## Leben und Wirken
Rose stammte aus einer Griot-Familie und wollte bereits als Kind Musiker werden. Gegen den Widerstand des Vaters, der als Buchhalter tätig war, erlaubte das schließlich ein Onkel. Nach einer Ausbildung beim Perkussionisten Mada Seck wurde er 1960 der Cheftrommler des senegalesischen Nationalballetts, bevor er in den 1970er Jahren sein eigenes Trommelorchester gründete, das teilweise 50 Personen umfasste. Er trug zum rhythmischen Gehalt der Nationalhymne des Senegal bei und hat mit Musikern wie Miles Davis oder den Rolling Stones zusammengearbeitet, aber auch 1989 mit Peter Gabriel (auf dem Soundtrack-Album Passion: Music for The Last Temptation of Christ zu dem Spielfilm Die letzte Versuchung Christi von Martin Scorsese von 1988), mit Michel Portal (Musiques de cinémas) und mit Youssou N’Dour (Nothing’s In Vain (Coono Du Réér)). 1987 konzertierte er mit seinem Orchester auf dem Moers Festival; 1996 trat er dort mit David Murray, Robert Irving III und Jamaaladeen Tacuma auf. Doudou N’Diaye Rose beteiligte sich 1993 mit dem Lied Rose Rhythm an dem von Peter Gabriel initiierten Kompilations-Album Plus from Us, bei dem sich einige an dem Gabriel-Album Us von 1992 beteiligte Musiker mit eigenen Arbeiten vorstellen konnten. Auch gründete er mit Les Rosettes ein Frauenorchester, in dem einige seiner Töchter aktiv sind. 2006 wurde er als Bewahrer des lebendigen Kulturerbes der UNESCO („living human treasure“) anerkannt.

## Diskographische Hinweise
- Sabar (Encore! Encore!, 1986)
- Djabote (Real World, 1991)